# 湄伊
湄伊，是缅甸若開邦洞鸽县洞鸽镇区下辖的一个城镇。该地区是若开民族党的活动区域。